# Le Dernier Quart d'heure (film, 1949)
Pour les articles homonymes, voir Le Dernier Quart d'heure.
Pour plus de détails, voir Fiche technique et Distribution.
Le Dernier Quart d'heure est un film français de court métrage produit et réalisé par René Jayet, sorti en 1949.

## Synopsis
Le maire d'une petite ville de province est parti en vacances. Or un accident suivi d'un suicide se produisent dans la commune. C'est l'ami du maire qui mènera l'enquête.

## Fiche technique
- Réalisateur : René Jayet
- Scénario : Georges Jaffé
- Musique : Jean Yatove
- Producteur : René Jayet
- Société de production : Jad Films (Jayet Dubois et Compagnie)
- Pays de production :  France
- Format : Noir et blanc — 35 mm — 1,37:1 — Son mono
- Genre : Film policier
- Durée : 23 minutes
- Date de sortie : 
  - France : 1949

## Fiche artistique
- Léo Campion
- Jane Beretta
- Roger Bontemps
- Raymond Cordy
- Dorette Ardenne
- Charles Lemontier
- Léon Larive
- Georges Sauval
- Raymondis
- Claude Joseph